# 코스모스속
코스모스속(Cosmos)은 25-30개 종으로 이루어진 국화과의 일년색 혹은 다년생 식물이다. 코스모스(C. bipinnatus)와 노랑코스모스(C. sulphureus), 초콜릿코스모스(C. atrosanguineus) 등이 관상용으로 재배되고 있다.